# Armoiries du Haut-Karabagh

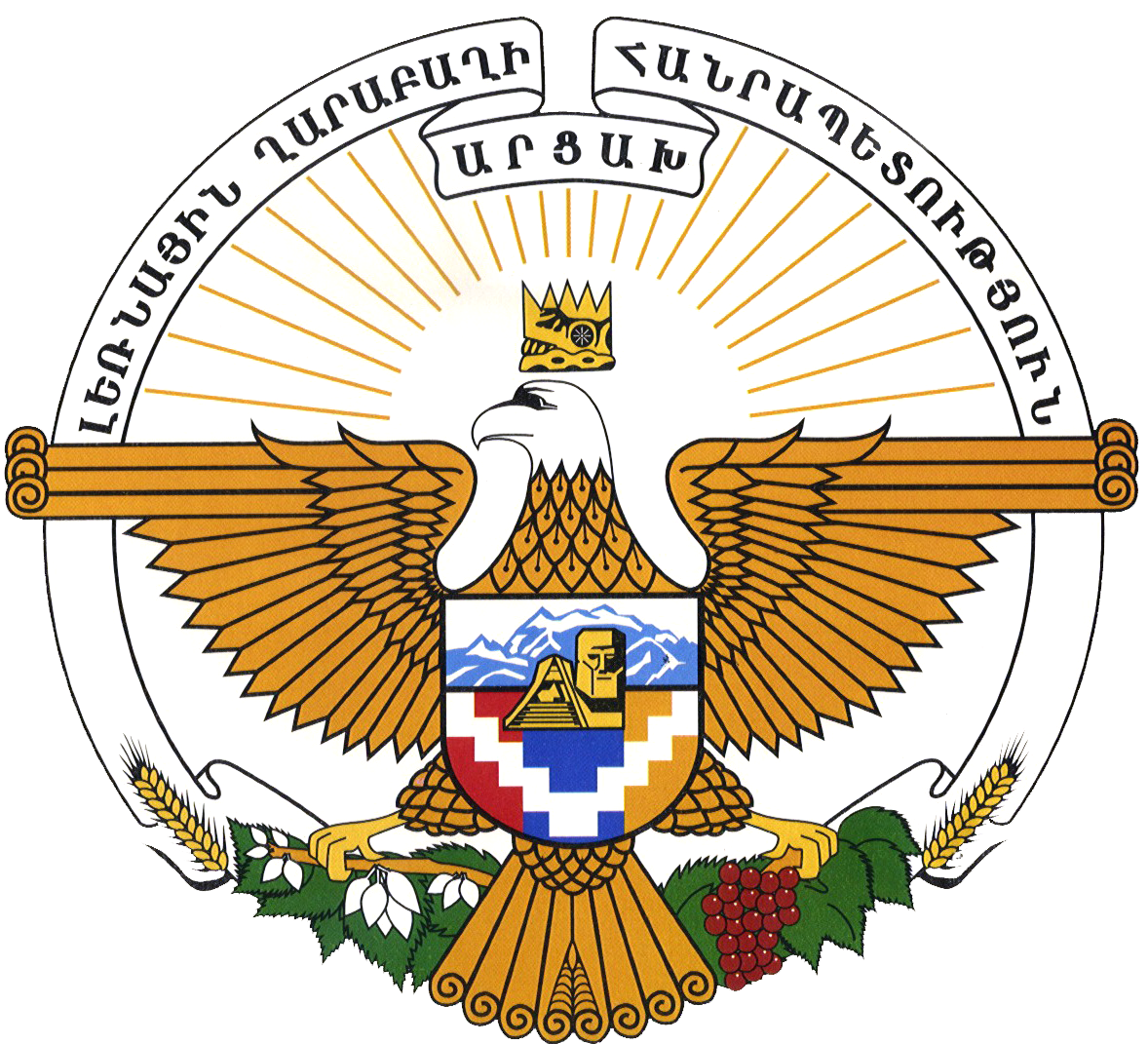
Armoiries

Les armoiries du Haut-Karabagh constituent l'emblème national officiel de la république du Haut-Karabagh.

## Histoire
Les armoiries ont été adoptées par une décision du Conseil suprême de la République le 17 novembre 1992.

## Description
Les armoires sont composées d'une aigle à tête blanche couronnée d'or, au-dessus de laquelle se déploie un lever de soleil. L'aigle porte sur sa poitrine un écu dans lequel figure dans la partie inférieure le drapeau du Haut-Karabagh présenté à la verticale et au-dessus une vue panoramique d'une chaîne de montagnes. Au centre de l'écu, figure le monument « Nous sommes nos montagnes », un des emblèmes de la république du Haut-Karabagh. 
L'aigle repose sur une couronne végétale contenant deux épis de blé, représentant la nature travailleuse des Arméniens du Haut-Karabagh, et la vigne, symbole fort et constamment présent chez le peuple arménien.
Un ruban circulaire de couleur blanche ceinture l'ensemble de l'emblème et porte dans la partie supérieure l'inscription en arménien : Լեռնային Ղարաբաղի Հանրապետություն (« République du Haut-Karabagh ») et ԱՐՑԱԽ (« Artsakh »).